# شهرک سانشنگوان
شهرک سانشنگوان (به لاتین: Sanshengyuan Township) یک شهرک در جمهوری خلق چین است که در شهرستان لینگشو واقع شده‌است.